# Désertines (Allier)
Désertines település Franciaországban, Allier megyében. Lakosainak száma 4323 fő (2022. január 1.). Désertines Montluçon, Saint-Angel és Saint-Victor községekkel határos.

## Népesség
A település népességének változása:
| Lakosok száma | 4697 | 4912 | 4646 | 4488 | 4290 | 4353 | 4422 | 4432 | 4465 | 4323 |
|               | 1968 | 1982 | 1999 | 2006 | 2011 | 2015 | 2017 | 2018 | 2020 | 2022 |